# سيدتي الإنجليزية (مجلة)
سيدتي الإنجليزية، تعتبر «سيدتي» مقياساً ثقافيّاً في الشرق الأوسط، واضعة الأزياء في إطار يتناسب مع العالم، بكيفيّة لباسنا وحياتنا، وتواصلنا؛ بالإضافة إلى ما نأكل، وما نستمع إليه ونشاهده، وما يلهمنا.

## تاريخ المجلة
منذ بدايتها المبكرة حتّى اليوم، ميّزت «سيدتي» ثلاث قيم أساسيّة: التفاني في الجذب البصريّ، والاستثمار في ميزة الكتابة التي تضع المرأة في مركز المجتمع، وعين تحرير مميّزة وأكثر تفاؤلاً.

## محتوى المجلة
تركّز المجلّة على الشؤون الاجتماعيّة، مصلحة الإنسان والمهن، التوسّع في نقل أخبار الموضة، الصحة والجمال، الديكور ورفاه العيش ووصفات الطبخ. كما تُعيد تحديد قطاعات واقع الحياة بقصص حقيقيّة ملهمة، جامعة في أسلوبها بين العمليّة، بشكل أنيق، وبين قضايا جذّابة وذات رؤية، لتقديم واحدة من أفضل المجلات النسائيّة الشهريّة المتاحة نوعيّةً.

## رؤساء تحرير مجلة سيدتي
حاليا يرأس تحرير المجلة منذ عام 2005 محمد فهد الحارثي.

### شركات المجموعة
- الشركة السعودية للأبحاث والنشر'
- الشركة السعودية للنشر المتخصص'
- الخليجية للإعلان والعلاقات العامة'
- الشركة العربية للوسائل'
- الشركة السعودية للطباعة والتغليف'
- الشركة السعودية للتوزيع'
- المدينة المنورة للطباعة والنشر'
- شركة مطابع هلا'

## وصلات خارجية
- موقع مجلة سيدتي الإنجليزية